# Homosetia ancyropis
Homosetia ancyropis är en fjärilsart som beskrevs av Edward Meyrick 1919. Homosetia ancyropis ingår i släktet Homosetia och familjen äkta malar.
Artens utbredningsområde är Guyana. Inga underarter finns listade i Catalogue of Life.